# Subsidienregiment
Als Subsidienregimenter oder Mietregimenter werden Regimenter bezeichnet, die von Fürsten gegen Subsidien zeitweise oder auf Dauer anderen Fürsten, Reichskreisen oder Staaten überlassen wurden.

## Entstehung
Nach dem Niedergang der Ritterheere und dem Aufkommen der Söldnerheere im ausgehenden Mittelalter war es normal geworden, dass ein Fürst nicht selbst ein Heer aufstellte. Fehlende Geldmittel und eine noch unterentwickelte Infrastruktur verhinderten das Aufstellen ständiger Truppen. Fürsten beauftragten daher einen als Fachmann ausgewiesenen Soldaten, meist aus dem niederen Adel, als Obristfeldhauptmann gegen Geld für einen bestimmten Feldzug ein Heer aufzustellen, also Soldaten zu werben, auszurüsten und zu bezahlen. Der Obristfeldhauptmann war dann nicht nur Truppenführer, sondern auch Unternehmer, der lediglich durch einen Vertrag mit dem Fürsten verbunden war und nach Gewinn strebte. Das beste Beispiel für einen solchen Unternehmer war Wallenstein.
Im ausgehenden 17. Jahrhundert erkannten einzelne Fürsten den Vorteil, wenn sie selbst als Werber ein Regiment aufstellten – im Auftrag eines anderen Fürsten und gegen Subsidien. Neu war an diesem System, dass der „Werber“ nicht persönlich als Inhaber oder Obrist des geworbenen Regimentes in den Dienst des geldgebenden Landesherrn trat, sondern selbst Landesherr war.
Die vorherrschenden Gründe für das Aufstellen eines Regiments waren aus der Sicht des Subsidiengebers:
- fehlende Geldmittel für den dauernden Unterhalt eines eigenen Regiments,
- Gewinn aus der Spanne zwischen der Subsidiensumme und den tatsächlichen Kosten für das Aufstellen und Bereithalten des Regiments als Einnahmequelle. Dieser Gewinn konnte erheblich vergrößert werden, wenn Soldaten nicht geworben, sondern eigene Untertanen zwangsweise rekrutiert wurden.

## Vorteile für Subsidiengeber und Truppensteller
Kapitalkräftige Subsidiengeber konnten über ausgebildete und ausgerüstete Truppenverbände verfügen, ohne auf die Bevölkerung des eigenen Territoriums zurückgreifen zu müssen, was die eigene Wirtschaftskraft verringert hätte. 
Subsidiennehmer konnten ohne eigenen Kapitaleinsatz Truppenverbände aufstellen. Dies stärkte ihre eigene Machtposition bei der Verfolgung politischer Interessen oder ermöglichte die Unterstützung Verbündeter. Es handelte sich also normalerweise keineswegs um den „Verkauf von Landeskindern“. Davon konnte erst gesprochen werden, wenn Subsidiennehmer Verträge ohne politische Ziele und losgelöst von Landesinteressen schlossen, insbesondere wenn die Soldaten nicht geworben, sondern mit Gewalt in die zu stellenden Regimenter gepresst wurden.

## Subsidienverträge
Ein Subsidienvertrag „sicherte dem einen Vertragspartner die Stellung einer bestimmten Anzahl von angeworbenen Rekruten im Kriegsfall zu, dem anderen eine alsbald fällige Geldsumme, die über die voraussichtlichen Werbekosten hinausging“.
Die Verträge zwischen Subsidiengeber und Truppensteller waren sehr unterschiedlich. Sie schwankten hinsichtlich
- der Dauer der Überlassung: von Bereithalten auf Abruf im eigenen Land über zeitweise Überlassung (für einen Feldzug, ein Jahr, der Truppensteller blieb Regimentsinhaber) bis zur vollständigen Abtretung (Verkauf, der Subsidiengeber wurde Regimentsinhaber);
- der Art der Aufstellung: von einmaliger Aufstellung bis zur dauernden Ergänzung von Verlusten während der gesamten Zeit der Überlassung;
- der Stärke: von nur Mannschaften und Unteroffizieren über komplett mit Kompanieführern und Funktionspersonal bis einschließlich Stab und Führer des Regiments
- der Ausrüstung: von nur Stellen der Mannschaften über (mit Uniform des Truppenstellers oder des Subsidiengebers) bekleidete Mannschaften bis zu voller Ausrüstung einschließlich der Waffen.

## Beispiel für einen Subsidienvertrag
Am 20. November 1687 schloss der Herzog-Administrator Carl Friedrich von Württemberg einen Vertrag mit Venedig über die Stellung von weiteren 3000 Mann für die Dauer von zwei Jahren. Um diese Mannschaft aufbringen zu können, schloss er selbst wieder mit Prinz Georg von Hessen am 15. Dezember 1687 einen Vertrag über die Stellung eines Regimentes von 1.000 Mann, so dass in Württemberg nur noch zwei Regimenter geworben werden mussten. Die Kapitulation hatte folgenden Wortlaut:
1. Der Herzog Administrator Friedrich Carl von Württemberg verpflichtet sich, aus besonderer Anhänglichkeit für die Republik Venedig, derselben, außer dem schon in Dero Durchlauchtigsten Diensten stehenen Regiment, noch weitere 3.000 Mann lauter gute, tüchtige, wehrhafte Leute, die nicht unter 20 und nicht über 50 Jahre alt sind, in Subsidien zu stellen, um sie in Griechenland gegen die Türken verwenden lassen zu können. Die Subsidienzeit wird auf 2 Jahre festgesetzt.
Diese 3000 Mann werden in 3 Regimenter geteilt, jedes Regiment wird aus 2 Bataillonen, deren jedes 1 Grenadier- und 4 Musketier-Compagnien zählen soll, bestehen.
Die Regimenter werden vollständig montiert und ausgerüstet in möglichst kurzer Zeit, höchstens aber im April 1688, in Lido bei Venedig zur Musterung eintreffen und hier ihrer weiteren Bestimmung entgegensehen. 
2. Die Republik zahlt für jeden Kopf 50 Thlr. (100 fl.) Aufstellungskosten, und ebensoviel für die Unkosten des Marsches nach Italien. Die eine Hälfte dieser stipulirten Summe wird gleich nach der Auswechslung der Ratification, die andere Hälfte nach der Musterung und Übernahme der Truppen bezahlt.
3. Die Bezahlung des Soldes * beginnt vom Tage der Ankunft in Verona, und wird monatlich gereicht, wozu ein dreimonatlicher Soldvorschuß bewilligt wird.
4. Außer dem Sold erhält jeder Officier monatlich 40, jeder Unterofficier und Soldat 30 Pfund Zwieback.
5. Die Republik wird von Kaiserlicher Majestät die Erlaubnis einholen, daß die Truppen ungehindert durch Tyrol passiren können.
6. Der Commandant dieser Truppen hat die Jurisdiction in allen Civil- und Criminalfälle, und von ihm oder  seinem Stellvertreter hängt es ab, sie über alle auszuüben, welche bei diesen Truppen stehen, denen die freie Religionsausübung gestattet ist.
7. Für nachzusendende Ergänzungsmannschaften wird die Bezahlung nach Punkt 2 - 4 geschehen.
8. Nach zwei Jahren, von der Zeit an gerechnet, wo die Truppen in Lido von der Republik übernommen worden sind, sind sie auch wieder nach Lido zurückzuführen, werden von der Republik bis dahin vollständig verpflegt, und hier nebst einem zweimonatlichen Sold an einen württembergischen Commissär übergeben.
* Der monatliche Sold in Ducati zu 1 fl 15 xr (5 Gulden, 15 Kreuzer) war wie folgt festgelegt:
| Truppenteil    | Dienstgrad           | Betrag | Truppenteil      | Dienstgrad                 | Betrag | Truppenteil   | Dienstgrad      | Betrag |
| a) Generalstab | Generalmajor         | 300    | b) Regimentsstab | Obrist                     | 150    | c) Compagnien | Hauptmann       | 80     |
|                | Aide de Camp Géneral | 100    |                  | Obristlieutenant und Major | 80     |               | Lieutenant      | 50     |
|                | Arzt                 | 50     |                  | Adjutant                   | 32     |               | Fähnrich        | 30     |
|                | General-Auditor      | 50     |                  | Auditor                    | 20     |               |                 |        |
|                | Secretär             | 50     |                  | Secretär                   | 20     |               | Musterschreiber | 10     |
|                | General-Chirurg      | 30     |                  | Regiments-Chirurg          | 20     |               | Feldscherer     | 20     |
|                | Lieutenant-Profoß    | 30     |                  | Profoß                     | 10     |               | Sergeant        | 15     |
|                | Scharfrichter        | 10     |                  | Scharfrichter              | 6      |               | Corporal        | 10     |
|                | Wagenmeister         | 15     |                  | Regiments-Quartiermeister  | 40     |               | Fourier         | 10     |
|                |                      |        |                  | Kaplan                     | 50     |               |                 |        |
|                |                      |        |                  | Regiments-Tambour          | 12     |               | Tambour         | 4 1/2  |
|                |                      |        |                  | Hautboist                  | 8      |               | Gefreiter       | 4 1/2  |
|                |                      |        | Regimentsgelder  |                            | 250    |               | Gemeiner        | 4      |

## Beispiele für Subsidienregimenter
- „Regiment zu Fuß Württemberg“

1687 schloss Herzog Administrator Friedrich Carl von Württemberg einen Vertrag mit der Republik Venedig über die Stellung eines Regimentes für die Dauer von 2 Jahren. Das Regiment bestand aus Geworbenen aus dem Herzogtum Württemberg und war
von 1687 bis Januar 1689 in Diensten der Republik Venedig,
von Januar 1689 bis Herbst 1689 im Herzogtum Württemberg als „Leibregiment“ Teil der herzoglichen Haustruppen,
von Herbst 1689 bis 1691 in Diensten des Kaisers,
anschließend bis 1698 in Subsidien des Schwäbischen Reichskreises als „Gelbes Regiment zu Fuß“. 1693 wurden Mannschaften  zur Ergänzung geworben.
Nach dem Frieden von Ryswick wurde das Regiment reduziert und gehörte als Grenadier-Bataillon zu den regulären württembergischen Haustruppen.
- „Infanterie-Regiment Alt Württemberg“

Mit Vertrag vom 24. Dezember 1715 verpflichtete sich Herzog Eberhard Ludwig von Württemberg, dem Kaiser ein Infanterie-Regiment zu stellen. Das Regiment wurde aus Freiwilligen der bisher bestehenden Haustruppen und zuzüglich geworbenen in Göppingen bis zum 18. März 1716 aufgestellt, am 17. Mai durch den Herzog gemustert und am 19. Mai bei Offenhausen an den kaiserlichen Ober-Kriegs-Commissar übergeben und auf den Kaiser vereidigt. Danach verlegte das Regiment nach Ungarn.
Nach dem Waffenstillstand mit der Türkei marschierte das Regiment am 16. Juli 1718 in Belgrad ab und erreichte am 5. Oktober Mantua. Ab 6. Dezember wurde der Marsch von dort fortgesetzt nach Neapel, wo es am 3. März 1719 ankam. Von dort wurde das Regiment nach Sizilien übergesetzt und blieb dort bis zum Ende der Vermietung. Ab 20. Juni 1719 (Datum des Werbepatents zur Rekrutierung) wurde  Ersatz geworben. Am 17. Oktober 1720 begann in Genua der Rückmarsch, am 20. November war das Regiment im Raum Bregenz/Konstanz/Radolfzell
Am 24. Dezember 1720 wurde das Regiment in Ehingen wieder an den Herzog übergeben. Dieser ernannte es am 31. Dezember 1720 zum „Leib-Infanterie-Regiment“.
- Das reguläre württembergische „Dragoner-Regiment Herzogin Maria Auguste“

wurde im Mai 1742 an den König von Preußen verkauft. Da das Regiment erst kurz davor eine neue Montierung erhalten hatte, wurde sie mit übernommen und bezahlt. Der größte Teil der Offiziere trat ebenfalls mit in preußische Dienste.
Die hellblaue Farbe der übernommenen Uniform gab wahrscheinlich den Anstoß zur Einführung dieser Farbe bei den preußischen Dragonern.
Das Regiment erhielt in Preußen den Namen „Dragoner-Regiment Württemberg“ und bestand dort bis 7. November 1806.
- Subsidienregimenter des  Landgrafen Friedrich II. von Hessen-Kassel stellten rund ein Drittel der britischen Truppen im  Amerikanischen Unabhängigkeitskrieg. Das erste Kontingent mit rund 12.000 Soldaten bestand nahezu nur aus Freiwilligen, erst für die rund 8.000 Mann Ersatz wurden zunehmend Rekruten auch in Gefängnissen, Armenhäusern und außerhalb Hessens geworben. Siehe auch Deutsche Beteiligung am Amerikanischen Unabhängigkeitskrieg.

- Das 1786 von Herzog Carl Eugen von Württemberg für 900.000 Reichstaler an die Niederländische Ostindien-Kompanie vermietete Kapregiment war in Südafrika, auf Ceylon und in Indonesien (Sumatra und Java) eingesetzt. Von den 3.200 Mann kamen weniger als 100 zurück.

- Noch 1802 baten die Niederlande Herzog Friedrich II. um die Gestellung eines weiteren Subsidien-Regiments zu drei Bataillonen. Der Herzog forderte

für jeden gestellten Mann 180 fl,
das noch auf Java stationierte Bataillon des Kap-Regimentes sollte als eines der drei Bataillone zählen,
die rückständigen Werbegelder von 54.000 „Rixdaler“ aus dem Jahre 1688 sollten bezahlt werden.
Vor allem an der letzten Forderungen scheiterten die Verhandlungen dann.
- Im Zweiten Koalitionskrieg gab Württemberg unter der Bezeichnung Reichs-Contingent-Ergänzungs-Corps (1800–1801) Truppen in englische Subsidien:

Chevauxlegers-Regiment
Fußjägercorps
Infanteriebataillon von Beulwitz
Infanteriebataillon von Seeger
Infanteriebataillon von Seckendorf
Artillerie-Abteilung

## Verweise